# Павло (Мисак)
Павло (в миру Мисак Петро Матвійович; народився 28 червня 1971 року, село Хриплин Івано-Франківській області) — архієрей Православної церкви України (до 15 грудня 2018 року — Української Автокефальної Православної Церкви), єпископ Коломийський. Намісник Спасо-Преображенського Угорницького монастиря.

## Біографія
Народився на Івано-Франківщині.
Навчався в Одеській Духовній семінарії.
Пострижений у чернецтво 24 березня 2012 року у Спасо-Преображенському Угорницькому монастирі митрополитом Андрієм (Абрамчуком).
З лютого 2016 року служить намісником цього ж монастиря. При ньому в братію обителі входили ігумен Сергій (Хонахбеєв), ієромонах Лука (Попович), ієродиякон Авраамій (Сащук), ієродиякон Єфрем (Горін) та диякон Роман (Процак). 
30 січня 2018 року рішенням Архієрейського собору і Патріаршої ради УАПЦ обраний єпископом Коломийським.

## Єпископське служіння
14 лютого 2018 року у Свято-Покровському соборі УАПЦ м. Івано-Франківська було відслужено всенічне богослужіння, після відправи відбувся чин наречення архімандрита Павла (Мисака), намісника Спасо-Преображенського Угорницького монастиря, в сан єпископа Коломийського, вікарія Івано-Франківської Єпархії.
Всенічне богослужіння та чин наречення очолив предстоятель УАПЦ митрополит Київський і всієї України Макарій у співслужінні архієреїв УАПЦ: митрополита Галицького Андрія, єпископа Тернопільського Тихона, єпископа Донецького і Слов'янського Сави та духовенства.
15 лютого 2018 року у Свято-Покровському соборі УАПЦ м. Івано-Франківська було відслужено Божественну Літургію, під час якої відбулася хіротонія архімандрита Павла на єпископа Коломийського вікарія Івано-Франківської єпархії. Хіротонію очолив  очолив предстоятель УАПЦ митрополит Київський і всієї України Макарій у співслужінні архієреїв УАПЦ: митрополита Галицького Андрія, єпископа Тернопільського Тихона, єпископа Донецького і Слов'янського Сави.
15 грудня 2018 року разом із усіма іншими архієреями УАПЦ взяв участь у Об'єднавчому соборі в храмі Святої Софії.